# أرنو جاي ماير
أرنو جاي ماير (بالإنجليزية: Arno J. Mayer) هو مؤرخ العصر الحديث ‏ ومؤرخ وأستاذ جامعي أمريكي، ولد في 19 يونيو 1926 في لوكسمبورغ.

## وصلات خارجية
- أرنو جاي ماير على موقع إن إن دي بي (الإنجليزية)